# Casa de Ignacio Domeyko
La Casa de Ignacio Domeyko es un inumeble ubicado en el barrio Yungay de la ciudad de Santiago, Chile. Construida en el siglo xix, fue declarada monumento nacional de Chile, en la categoría de monumento histórico, mediante el Decreto n.º 255, del 8 de septiembre de 2016.

## Historia
Construida por un ciudadano francés en la primera mitad del siglo xix, fue uno de los primeros inmuebles del barrio Yungay, sector ubicado al poniente del casco histórico de Santiago. La edificación fue por más de 50 años la residencia del científico Ignacio Domeyko.

## Descripción
De albañilería de adobe, la casa presenta una planta en L, con dos pasillos cubiertos, con un patio con vegetación característica diseñado por el mismo Domeyko.